# Samsung S8000 Jet
Samsung Jet (S8000) — смартфон среднего класса с сенсорным экраном, выпущенный в июне 2009 года компанией Samsung Mobile. Он оформлен так же, как Samsung i8000 Omnia II, но меньше по размеру и использует фирменный интерфейс Samsung. Как и Omnia II (объявленный в то же время), Samsung Jet был оснащен процессором с частотой 800 МГц, который был быстрее, чем у большинства смартфонов того времени.

## Технические характеристики
- Дисплей: PenTile AMOLED
- Разрешение: сенсорный экран с разрешением 800 × 480 пикселей
- Размер экрана: 3,1 дюйма (7,9 см)
- Вес: 110 грамм (3,9 унции)
- Размеры: 108,9 мм × 53,5 мм × 11,9 мм (4,29 дюйма × 2,11 дюйма × 0,47 дюйма)
- Время разговора: 8 часов 20 минут (2G), 5 часов (3G)[3]
- Время работы в режиме ожидания: 422 часа (2G), 406 часов (3G)
- Возможности подключения: HSDPA, Wi-Fi и Bluetooth (A2DP)[4]

## Функции
Телефон оснащен процессором 800 МГц, 5-мегапиксельной камерой с видеорегистратором 480p, 3,1-дюймовым резистивным сенсорным AMOLED-дисплеем, A-GPS, FM-радио, 2 или 8 ГБ встроенной памяти со слотом microSD для дополнительных 16 ГБ и разработанный Samsung веб-браузер, рекламирующий WebKit. Он работает с интерфейсом Samsung TouchWiz 2.0. Записанные видеоролики имеют разрешение D1 со скоростью 30 кадров в секунду с использованием формата 3GP с низким битрейтом.

## Совместимость с Android
Группе разработчиков (с некоторыми участниками форума Darkforest) удалось запустить Android на этом телефоне под названием проекта JetDroid. Однако сообщения и звонки пока не работают.